# 刘卓甫
刘卓甫（1911年2月20日—1993年1月17日），曾用名刘云章，中国篮球运动员、政治人物。
1911年出生于直隶省祁州（今河北安国）南楼底村。曾入北平师范大学生物系就读，担任校篮球队长。1936年，代表中华民国参加柏林奥运会男子篮球比赛，打进第二轮。中华人民共和国成立后，曾任商业部、农产品采购部、城市服务部副部长，云南省人民委员会副省长、省委书记处书记，国家物价总局局长、党组书记，第五、六届全国人大代表。